# Relaciones Antigua y Barbuda-México
Antigua y Barbuda y los Estados Unidos Mexicanos establecieron relaciones diplomáticas en 1984. Ambas naciones son miembros de la Asociación de Estados del Caribe, Comunidad de Estados Latinoamericanos y Caribeños, Naciones Unidas y la Organización de los Estados Americanos.

## Historia
Antigua y Barbuda y México establecieron relaciones diplomáticas el 14 de septiembre de 1984. Las relaciones entre ambas naciones han tenido lugar principalmente en foros multilaterales. En 2004, el Primer Ministro antiguano, Baldwin Spencer asistió a la Cumbre América Latina, el Caribe y la Unión Europea celebrado en Guadalajara, México. En febrero de 2010, el Primer Ministro antiguano, Baldwin Spencer volvió a México para asistir a la cumbre México-Comunidad del Caribe (CARICOM) celebrado en Cancún.
En 2014, el gobierno mexicano donó $5 millones de dólares para construir viviendas en Antigua y Barbuda. En mayo de 2016, el Primer Ministro antiguano, Gaston Browne asistió a la Comisión Económica para América Latina y el Caribe celebrada en la Ciudad de México. En 2017, México abrió un consulado honorario en Saint John.
En enero de 2021, el Gobierno mexicano donó dos ventiladores mecánicos fabricados en México a Antigua y Barbuda para ayudar en la lucha contra el COVID-19. Operadores y técnicos de Antigua y Barbuda fueron capacitados por especialistas mexicanos sobre cómo operar las dos máquinas.
En 2024, ambas naciones celebrán 40 años de relaciones diplomáticas.

## Visitas de alto nivel

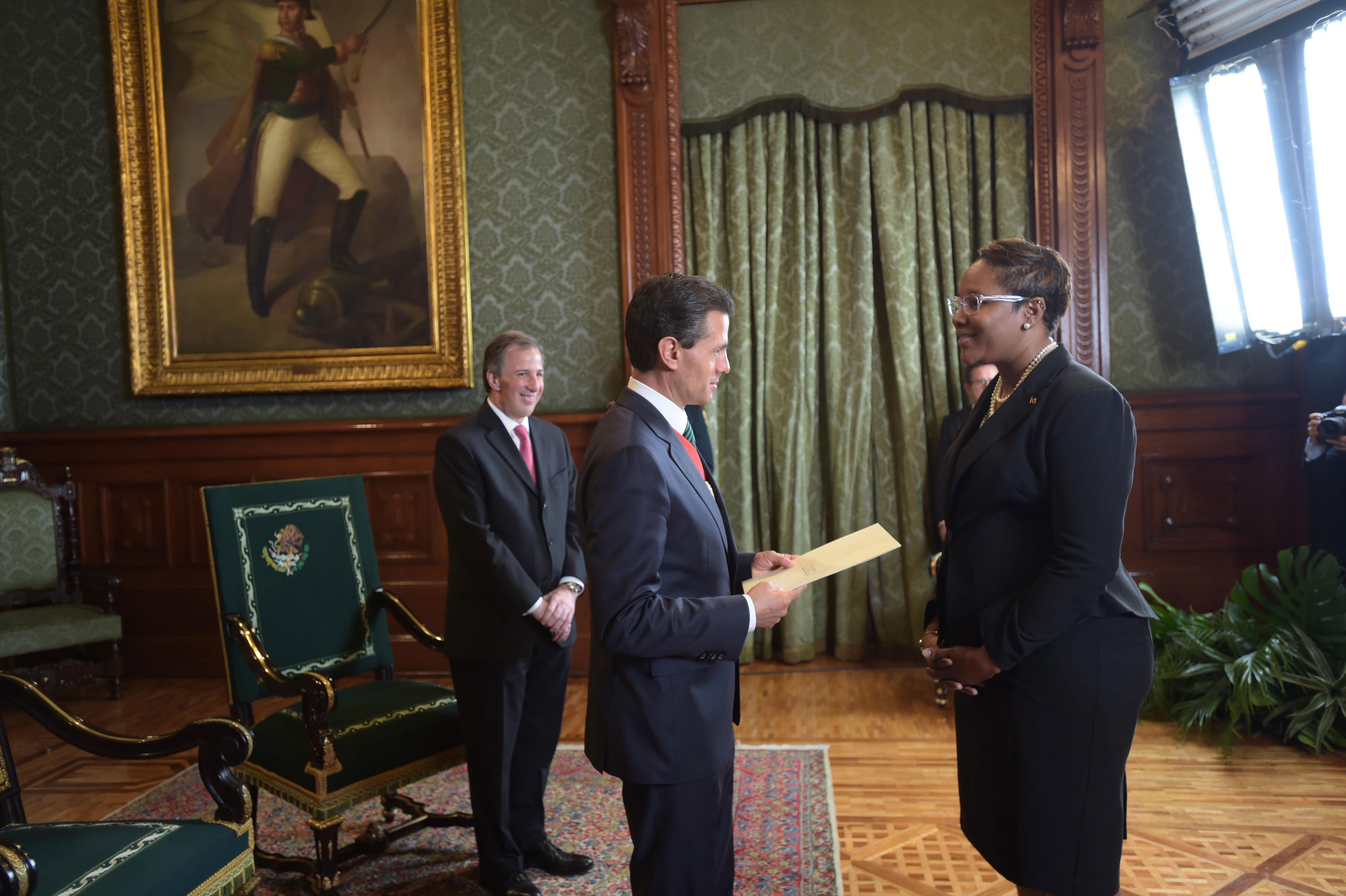
La embajadora de Antigua y Barbuda no-residente, Gail Christian, con el presidente mexicano Enrique Peña Nieto en la Ciudad de México; junio de 2015.

Visitas de alto nivel de Antigua y Barbuda a México
- Primer Ministro Baldwin Spencer (2004, 2010)
- Primer Ministero Gaston Browne (2016)
- Ministro de Relaciones Exteriores Chet Greene (2020, 2021)

## Acuerdos bilaterales
Ambas naciones han firmado algunos acuerdos bilaterales como un Acuerdo de Cooperación Técnica y Científica (1995) y un Memorando de Entendimiento entre la Secretaría de la Defensa Nacional y la Secretaría de Marina de México y la Fuerza de Defensa de Antigua y Barbuda sobre Capacitación e Intercambio de Experiencias en materias de Seguridad y Defensa (2021). Cada año, el gobierno mexicano ofrece becas para nacionales de Antigua y Barbuda para realizar estudios de posgrado en instituciones de educación superior mexicanas.

## Comercio
En 2023, el comercio entre Antigua y Barbuda y México ascendió a $8.7 millones de dólares. Las principales exportaciones de Antigua y Barbuda a México incluyen: circuitos electrónicos integrados, accesorios de tuberías de aluminio, piezas de maquinaria y productos de base química. Las principales exportaciones de México a Antigua y Barbuda incluyen: estructuras y piezas para la construcción y puentes, cemento, hormigón y piedra artificial; electrónica doméstica, productos químicos y vehículos de motor.

## Misiones diplomáticas
- Antigua y Barbuda tiene un embajador no-residente acreditado en México desde su capital en Saint John.
- México está acreditado a Antigua y Barbuda a través de su embajada en Castries, Santa Lucía y mantiene un consulado honorario en Saint John.[7]